# Ястребов, Виктор Анатольевич
Ви́ктор Анато́льевич Я́стребов (укр. Віктор Анатолійович Ястребов; род. 13 января 1982, Надворная, Ивано-Франковская область) — украинский легкоатлет, специалист по тройному прыжку. Выступал за сборную Украины по лёгкой атлетике в 1999—2015 годах, обладатель серебряной медали чемпионата Европы в помещении, серебряный призёр Универсиады, победитель и призёр первенств национального значения, участник двух летних Олимпийских игр.

## Биография
Виктор Ястребов родился 13 января 1982 года в городе Надворная Ивано-Франковской области Украинской ССР.
Занимался лёгкой атлетикой в Киевской области, представлял спортивное общество «Динамо».
Впервые заявил о себе на международном уровне в сезоне 1999 года, когда вошёл в состав украинской национальной сборной и выступил на юношеском мировом первенстве в Быдгоще, где в зачёте тройного прыжка стал бронзовым призёром.
В 2000 году в той же дисциплине стартовал на юниорском мировом первенстве в Сантьяго, но в финал не вышел.
В 2001 году выиграл бронзовую медаль на юниорском европейском первенстве в Гроссето.
Будучи студентом, в 2003 году представлял Украину на Универсиаде в Тэгу, где в конечном счёте получил серебро.
В 2004 году впервые одержал победу на чемпионате Украины, на соревнованиях в Киеве установил свой личный рекорд в тройном прыжке на открытом стадионе — 17,32 метра. Благодаря череде удачных выступлений удостоился права защищать честь страны на летних Олимпийских играх в Афинах — в программе тройного прыжка на предварительном квалификационном этапе показал результат 16,43 метра, чего оказалось недостаточно для выхода в финал.
В 2005 году защитил звание чемпиона Украины, занял девятое место на чемпионате мира в Хельсинки.
В 2006 году стартовал на чемпионате мира в помещении в Москве, стал вторым на Кубке Европы в Малаге и седьмым на чемпионате Европы в Гётеборге.
На чемпионате мира 2007 года в Осаке в финал не вышел.
В 2008 году был третьим в личном зачёте на Кубке Европы в помещении в Москве. Находясь в числе лидеров украинской легкоатлетической команды, благополучно прошёл отбор на Олимпийские игры в Пекине — на сей раз прыгнул на 16,52 метра и с этим результатом вновь не преодолел предварительный квалификационный этап.
После пекинской Олимпиады Ястребов остался действующим спортсменом и продолжил принимать участие в крупнейших международных стартах. Так, в 2009 году с личным рекордом 17,25 он завоевал серебряную медаль на чемпионате Европы в помещении в Турине, уступив в финале только итальянцу Фабрицио Донато, выступил на чемпионате мира в Берлине.
В 2010 году стартовал на чемпионате мира в помещении в Дохе.
В 2013 году участвовал в чемпионате Европы в помещении в Гётеборге.
В 2015 году занял восьмое место в Суперлиге командного чемпионата Европы в Чебоксарах.
Завершил спортивную карьеру по окончании сезона 2016 года.
Супруга - легкоатлетка Наталья Ястребова (Томашевская).